# Capilla abierta

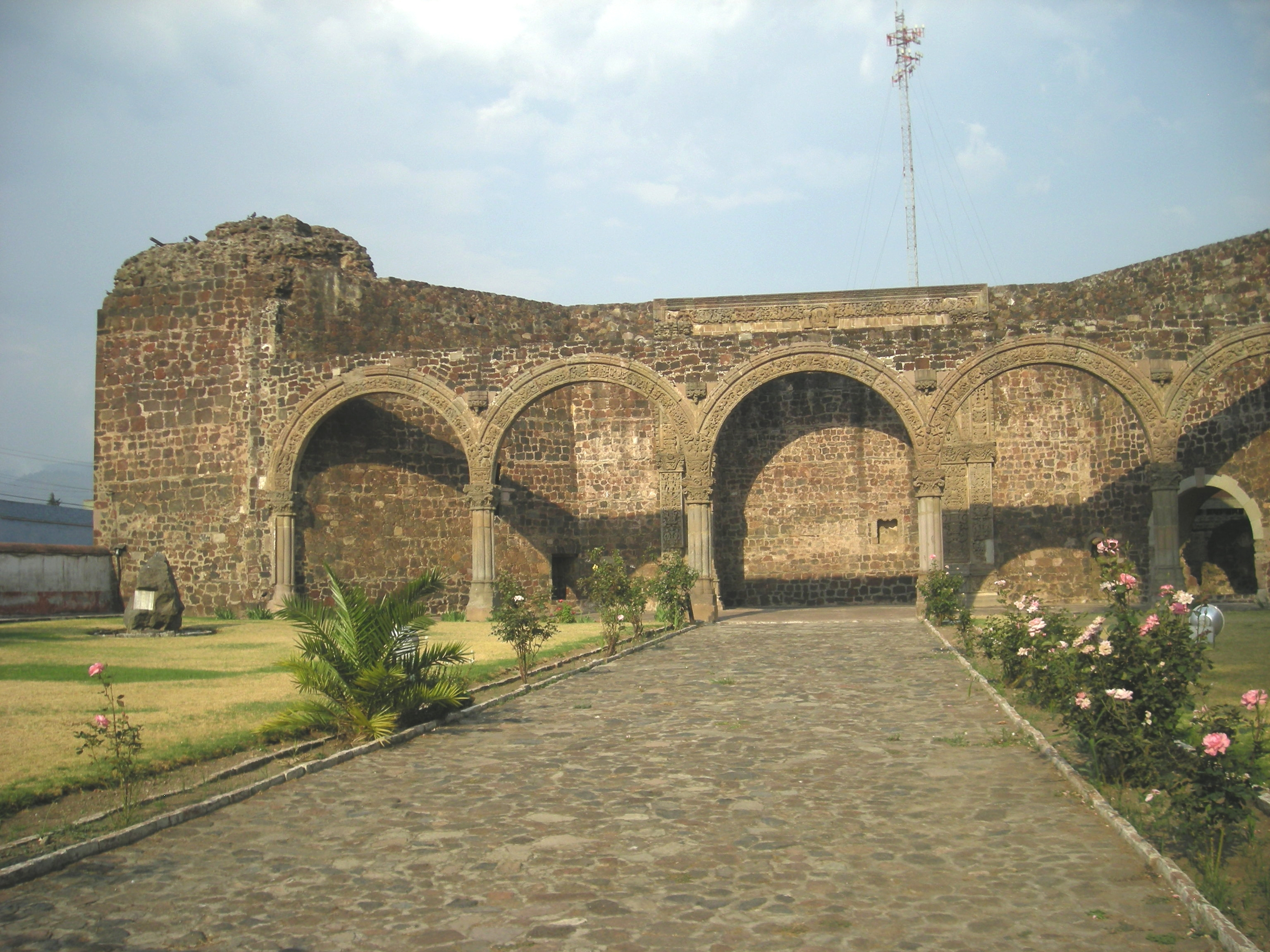
Capilla abierta kościoła w Tlalmanalco

Capilla abierta (dosł. kaplica otwarta) – typ budowli sakralnej typowej dla architektury Meksyku XVI wieku. Był to swoisty kościół pod gołym niebem, z ołtarzem skrytym w apsydzie lub prezbiterium otwartym na obszerny dziedziniec, plac lub atrium przeznaczone dla wiernych. 
Choć często powtarzana jest teza jakoby powstawanie kaplic otwartych miało związek ze strachem mieszkańców Meksyku przed wchodzeniem do ciemnych i ciasnych pomieszczeń kościołów budowanych na modłę europejską, bardziej prawdopodobne jest, że ich forma odzwierciedlała kształt teocalli, dzielnic sakralnych służących do masowych nabożeństw olbrzymim rzeszom mieszkańców Ameryki w czasach przed konkwistą. 
Choć podobne budowle spotyka się czasem w Hiszpanii i Peru, większość z nich powstała na terenie dzisiejszego Meksyku.